# Le sei mogli di Barbablù
Le sei mogli di Barbablù é um filme italiano de 1950, dirigido por Carlo Ludovico Bragaglia.

## Sinopse
Totò tenta raptar a sua namorada Domenica, para poder casar com ela sem o consentimento dos pais dela. Infelizmente rapta a tia dela, a feia Carmela. Para não ser forçado a casar com ela, Totò foge, sempre perseguido por Carmela. Clandestino num barco, encontra outro clandestino, Amilcare (Mario Castellani) e ambos decidem, para não serem atirados ao mar, fazerem-se passar por dois famosos investigadores americanos, Nick Parker e o seu assistente Patson, chamados a Itália para investigarem os crimes de  Barba Azul, um serial killer que mata casais em lua de mel. Ao desembarcar Totò encontra a jornalista Lana Ross (Isa Barzizza) que tem um plano para montar uma armadilha a Barba Azul, em casa do seu editor Ladislao Zichetti (Tino Buazzelli); para isso Totò e Lana têm que fazer-se passar por um casal em lua de mel. Totò aceita, mas mal compreende o risco que corre, decide escapar. É então que aparece o verdadeiro  Nick Parker (Carlo Ninchi) que, ameaçando entregar Totò à feia Carmela, o obriga a continuar com o plano. Entre o medo de Barba Azul e de Carmela, são várias as peripécias por que passa Totò até que tudo se resolva.